# アルツヴァシェン
アルツヴァシェン（アルメニア語: Արծվաշեն, 「鷲の街」の意）は、アルメニアのゲガルクニク地方に属する村。飛び地であり、周囲は完全にアゼルバイジャンによって囲まれている。面積は約40平方キロメートル。ナゴルノ・カラバフ戦争の結果、1992年以来アゼルバイジャン軍によって占領されている。アゼルバイジャン語での公式名称は「バシュケンド」(Başkənd)。今日ではアゼルバイジャン軍がアルメニア人を追い出したため、住民のほとんどがアゼルバイジャン人である。アゼルバイジャンは、この村をガダバイ県の一部として統治している。

## 歴史
現在の村は1854年に「バシュケンド」（アルメニア語: Բաշքենդ）としてチョラタン出身のアルメニア人によって設置された。実際には、1607年にはアルメニア人が住んでいたとの記録が、町のスルブ・ホヴハンネス教会に残っている。後にバシュケンドからの移民が設置した「ノル・バシュケンド」（新バシュケンド）と区別する為に「ヒン・バシュケンド」（旧バシュケンド、Հին Բաշքենդ）に変更された。
ナゴルノ・カラバフ戦争中の1991年5月、アルメニア内務大臣は、アルツヴァシェンの住民は武装解除によって軍事占領を免れたと報告した。『ニューヨーク・タイムズ』によると、翌年にはアゼルバイジャンが軍事力を以て町を「解放」したと宣言した。アゼルバイジャンは敵の戦車を破壊し、300人のアルメニア人「略奪者」を殺害した。アルメニア側の報告では死者はいないが29人が「跡形も無く消えている」。アルメニア大統領のレヴォン・テル＝ペトロシャンは、「宣戦布告の無い戦争」を起こしたとアゼルバイジャンを非難する電報をCIS指導者に送った。電報では「CISの集団安全保障の参加国に対して侵略が発生した」と述べられている。

## アルツヴァシェン絨毯
ソ連時代には「アルメニア絨毯」を作る国営企業の「ハイゴルグ」の支社がアルツヴァシェンにあった。アゼルバイジャン軍の侵攻後、住民はショルジャやヴァルデニス、アボヴィアン、チャムバラクに移住してこの芸術の伝統を守った。アルツヴァシェンの旧住民で絨毯織のイリーナ・ガレチャンは「アルツヴァシェンの女性は絨毯織を母や祖母から学ぶ。多くがハイゴルグで何十年も働いた。アルツヴァシェンの少女や女性が絨毯を織れないのは恥である。ハイゴルグで働いていないとしても、絨毯織機が家にあるのだから。」と語っている。

## 著名な出身者
- アラマイス・サハキャン - 詩人
- サリベク・チリンガリャン（ロシア語版） - ソ連邦英雄

## 参考
1. ↑  Словарь топонимов Армении и прилегающих областей («Հայաստանի և հարակից շրջանների տեղանունների բառարան»). Том 1. 1986 год.
2. ↑  Azerbaijan, by Human Rights Watch/Helsinki Org., 1994
3. ↑  [疑問点 – ノート]
4. ↑  Azerbaijan Seven Years of Conflict in Nagorno-Karabakh, Christopher Panico, Human Rights Watch, Jemera Rone (1994), p.92
5. ↑  “Soviet Army Is Reported to Attack And Occupy 2 Armenian Villages” (英語). New York Times. (1991年5月10日)
6. 1 2  “Armenia Seeks Help in Fighting Azerbaijan” (英語). New York Times. (1992年8月10日)
7. 1 2  Carpet Weaving in Armenia, Lena Nazaryan, Hetq Online, 17/9/2007

- アルツヴァシェン - GEOnet Names Server
- Report of the results of the 2001 Armenian Census (PDF) , National Statistical Service of the Republic of Armenia
- Kiesling, Brady (2005), Rediscovering Armenia: Guide, Yerevan, Armenia: Matit Graphic Design Studio
- Brady Kiesling, Rediscovering Armenia, p. 49; original archived at Archive.org (PDF) , and current version online on Armeniapedia.org.